# 宋品葳
宋品葳（1995年8月26日—），台灣女演員，出生於台灣雲林縣。2022年在台視美麗人生劇中飾演方詩萍受到注意進而開始拍攝多部戲劇、廣告，2023年成為「QBH品牌代言人」

## 電視劇
| 年份   | 頻道 | 劇名                      | 角色   | 備註 |
| ------ | ---- | ------------------------- | ------ | ---- |
| 2022年 | 台視 | 《美麗人生 (台視電視劇)》 | 方詩萍 |      |
| 2023年 | 公視 | 《牛車來去》              | 婧伶   |      |

## 外部連結
- 宋品葳的Facebook專頁
- 宋品葳的Instagram帳戶